# Whitecap Mountain (British Columbia)
Der Whitecap Mountain ist ein 2918 m hoher Berg mit einer Schartenhöhe von 1533 m in der kanadischen Provinz British Columbia.

## Geographie
Der Whitecap Mountain ist der höchste Gipfel der Bendor Range, einer Teilkette der Coast Mountains. Der entlegene vergletscherte Berg liegt 50 km nordnordöstlich von Pemberton und 40 km westlich von Lillooet. Die Abflüsse der Niederschläge vom Südhang des Berges fließen in den Anderson Lake über den Connel Creek, vom Nordwesthang in den Carpenter Lake über den Keary Creek und vom Osthang in den Seton Lake über den Whitecap Creek. Alle diese Gewässer liegen im Einzugsgebiet des Fraser River. Der Whitecap Mountain ist für den steilen Anstieg aus dem lokalen Terrain bemerkenswert. Das Relief ist so gestaltet, dass der Gipfel mehr als 1300 m über das Tal des Connel Creek in 2,5 km Entfernung aufragt. 
| Bendor Range   | Carpenter Lake | Nosebag Mountain |
| Mount Piebiter |                | Seton Portage    |
| Star Mountain  | Connel Creek   | Anderson Lake    |

## Geschichte
Der bildhafte Name des Berges wurde am 31. März 1924 vom Geographical Names Board of Canada offiziell anerkannt.

## Klima
In Bezug auf die Klimaklassifikation nach Köppen und Geiger herrscht am Whitecap Mountain ein Tundrenklima. Die meisten Wetterfronten stammen vom Pazifik und bewegen sich ostwärts auf die Coast Mountains zu, wo sie durch die Berge zum  Aufsteigen (Windstau) gezwungen werden, was wiederum dazu führt, dass die enthaltene Feuchtigkeit in Form von Regen oder Schnee abgegeben wird. Im Ergebnis führt das zu hohen Niederschlägen in den Coast Mountains, insbesondere zu starken Schneefällen im Winter. Die Temperaturen können unter −20 °C fallen, unter Berücksichtigung von Windchill-Einfluss unter −30 °C. Dieses Klima nährt namenlose Gletscher an den Nord-, Nordwest- und Osthängen des Berges.